# Циганова Наталія Петрівна
Ната́лія Петрі́вна Цигано́ва (* 1971) — українська та російська спортсменка-легкоатлетка в бігу на 400 і 800 метрів.

## З життєпису
Народилась 1971 року у місті Фрунзе (Киргизька РСР).
На Чемпіонаті України з легкої атлетики-1993 здобула срібло (дистанція 4/400 метрів) в складі команди Харківської області — вона та Людмила Джигалова, Олена Насонкіна і Зоя Мауріна.
Змагалася за Україну до 1994 року; далі виступала за РФ.
На Чемпіонаті світу з легкої атлетики в приміщенні-1999 здобула бронзу — 800 метрів. Того ж року посіла п'яту позицію на 800 метрів.
На Чемпіонаті світу з легкої атлетики в приміщенні-2000 здобула срібло — дистанція 800 метрів. Чемпіонка Росії-2000. На Олімпійських іграх 2000 року брала участь у бігу на 800 метрів.
На Чемпіонаті світу з легкої атлетики в приміщенні-2005 посіла третє місце — дистанція 800 метрів.